# Ischnomesus multispinis
Ischnomesus multispinis är en kräftdjursart som beskrevs av Menzies1962. Ischnomesus multispinis ingår i släktet Ischnomesus och familjen Ischnomesidae. Inga underarter finns listade i Catalogue of Life.